# Adolfo Consolini
Adolfo Consolini (Costermano, 5 januari 1917 – Milaan, 20 december 1969) was een Italiaanse atleet, die met name aan discuswerpen deed. In de jaren vijftig behoorde hij tot de wereldtop. Hij werd olympisch kampioen, driemaal Europees kampioen en verbeterde driemaal het wereldrecord op deze discipline. Hij nam viermaal deel aan de Olympische Spelen.

## Loopbaan
Adolfo Consolini werd geboren als een zoon van een boer. Na het voltooien van de basisschool werkte hij op het boerenbedrijf van zijn ouders. Op 12-jarige leeftijd begon hij met atletiek. Toen hij meedeed aan een wedstrijd steenwerpen, werd hij opgemerkt door de leider van de sportvereniging. Om zijn talent verder te ontwikkelen, kreeg hij een baan als hulpje, waardoor hij genoeg tijd overhield om te trainen. Zijn eerste officiële wedstrijd waren de Italiaanse jeugdkampioenschappen in 1937, die hij gelijk won. Twee jaar later won hij zijn eerste van de in totaal 15 nationale titels, nadat hij reeds in 1938 een vijfde plaats had behaald op de Europese kampioenschappen in Parijs.
Zijn sportcarrière hoefde hij niet te onderbreken wegens de Tweede Wereldoorlog. Op 26 oktober 1941 wierp hij een wereldrecord dat vijf jaar stand hield totdat hij het na de oorlog zelf verbeterde en hiermee als favoriet naar de Europees Kampioenschappen in Oslo afreisde. Daar maakte hij zijn favorietenrol waar door, met een voorsprong van bijna drie meter voor zijn landgenoot Giuseppe Tosi, de Europese titel te veroveren. Deze titel zou hij de twee volgende Europese kampioenschappen nogmaals winnen.
Op de Olympische Spelen van 1948 in Londen won hij een gouden medaille bij het discuswerpen. Zijn landgenoot Giuseppe Tosi pakte het zilver. Vier jaar later was hij, ondanks dat hij precies een meter verder wierp, niet in staat zijn titel te prolongeren op de Olympische Spelen van 1952 in Helsinki en moest hij genoegen nemen met een zilveren medaille achter de Amerikaan Sim Iness.
In 1960 legde hij de olympische eed af op de Olympische Spelen van Rome. Hierna nam de 43-jarige atleet, die kort hiervoor nog Italiaans kampioen geworden was, nog deel aan de wedstrijd waarbij hij een eervolle 17e plaats behaalde met slechts een paar cm minder dan zijn overwinning in Londen 1948.

## Titels
- Olympisch kampioen discuswerpen - 1948
- Europees kampioen discuswerpen - 1946, 1950, 1954
- Italiaans kampioen discuswerpen - 1960

## Persoonlijk record
| Onderdeel    | Prestatie       | Datum            | Plaats     |
| ------------ | --------------- | ---------------- | ---------- |
| discuswerpen | 56,98 m (ex-ER) | 11 december 1955 | Bellinzona |

## Wereldrecords
| Afstand | Datum           | Plaats |
| ------- | --------------- | ------ |
| 55,33 m | 10 oktober 1948 | Milaan |
| 54,23 m | 14 april 1946   | Milaan |
| 53,34 m | 26 oktober 1941 | Milaan |

## Palmares

### Discuswerpen
- 1938: 5e EK - 48,02 m
- 1946:  EK - 53,23 m
- 1948:  OS - 52,78 m
- 1950:  EK - 53,75 m
- 1952:  OS - 53,78 m
- 1954:  EK - 53,44 m
- 1955:  Middellandse Zeespelen - 52,81 m
- 1956: 6e OS - 52,21 m
- 1958: 6e EK - 53,05 m
- 1960: 17e OS - 52,44 m

1896: Bob Garrett ·
1900: Rudolf Bauer ·
1904: Martin Sheridan ·
1906: Martin Sheridan ·
1908: Martin Sheridan ·
1912: Armas Taipale ·
1920: Elmer Niklander ·
1924: Bud Houser ·
1928: Bud Houser ·
1932: John Anderson ·
1936: Ken Carpenter ·
1948: Adolfo Consolini ·
1952: Sim Iness ·
1956: Al Oerter ·
1960: Al Oerter ·
1964: Al Oerter ·
1968: Al Oerter ·
1972: Ludvík Daněk ·
1976: Mac Wilkins ·
1980: Viktor Rasjtsjoepkin ·
1984: Rolf Danneberg ·
1988: Jürgen Schult ·
1992: Romas Ubartas ·
1996: Lars Riedel ·
2000: Virgilijus Alekna ·
2004: Virgilijus Alekna ·
2008: Gerd Kanter ·
2012: Robert Harting ·
2016: Christoph Harting ·
2020: Daniel Ståhl ·
2024: Rojé Stona